# Cyperus alterniflorus
Cyperus alterniflorus är en halvgräsart som beskrevs av Robert Brown. Cyperus alterniflorus ingår i släktet papyrusar, och familjen halvgräs. Inga underarter finns listade i Catalogue of Life.